# Per Andalusia
Per Andalusia (en castellà Por Andalucía; PorA) és una coalició andalusa constituïda per concórrer a les eleccions autonòmiques de 2022 composta per IULV-CA, Més País, Verds Equo, Iniciativa del Poble Andalús i el suport extern de Podem Andalusia i Aliança Verda.

## Història
La ruptura en la direcció del grup motor d'Adelante Andalucía va provocar el distanciament entre Podem, controlat per la direcció dels Anticapitalistes, i Esquerra Unida. Mentre els primers acusaven els segons de no respectar els acords econòmics de la coalició, els segons responien al·ludint al segrest de xarxes i de la marca per part dels primers. Com a conseqüència del trencament, els 11 diputats d'Adelante Andalusia van ser expulsats del grup parlamentari i declarats trànsfugues.
Un cop superats els desacords entre la direcció de IULV-CA i la cúpula sortint dels anticapitalistes, es van reprendre les converses entre la formació dirigida per Toni Valero i la de Martina Velarde, que va guanyar en primàries el lloc de coordinadora de Podem Andalusia el 19 de juny de 2020, permetent la creació del grup conjunt al Parlament Unides Podem per Andalusia.
Al desembre de 2021 es crea la coalició Andalussos Aixequeu-vos formada per Més País, Equo, Andalucía Por Sí (AxSí) i Iniciativa del Poble Andalús (IdPA) per concórrer a les eleccions de 2022. Després de negociacions entre els partits constituents de les coalicions Unides Podem per Andalusia i Andalussos Aixequeu-vos, el 25 d'abril de 2022 es va anunciar que ambdues coalicions es fusionarien per presentar una llista única a les eleccions andaluses que, poques hores després, Juanma Moreno va convocar.
Tanmateix, Andalucía Por Sí va reiterar el seu "compromís amb el projecte Andalussos Aixequeu-vos", presentant finalment la seva pròpia candidatura amb altres partits minoritaris.
En els dies previs a la finalització del termini de presentació de candidatures el 6 de maig, es van anunciar problemes a les negociacions amb Podem Andalusia, que defensava que el guanyador de les seves primàries fos el candidat a la Presidència de la Junta d'Andalusia. Finalment, poques hores abans que s'acabés el termini, es va anunciar que Podem participaria de la candidatura amb Immaculada Nieto (IULV-CA) com a candidata a la Presidència de la Junta. No obstant això, les firmes de Podem i Aliança Verda no van arribar a temps al registre a la Junta Electoral, la qual cosa va implicar que el logotip de la coalició no inclouria les seves marques, els seus candidats figurarien a les paperetes com a independents i no tindrien accés directe al finançament.
Finalment, a les eleccions obtindrien el 7.68% dels vots i 5 escons, el que suposava un retrocés important respecte als anteriors comicis.

## Membres
| Partit | Partit                                                          | Líder                  |
| ------ | --------------------------------------------------------------- | ---------------------- |
|        | Izquierda Unida Los Verdes-Convocatoria por Andalucía (IULV-CA) | Toni Valero            |
|        | Más País Andalucía (MPA)                                        | Esperanza Gómez Corona |
|        | Verdes Equo Andalucía (VQA)                                     | Mar González           |
|        | Iniciativa del Pueblo Andaluz (IdPA)                            | José Antonio Jiménez   |

### Suport extern
| Partit | Partit                  | Líder           |
| ------ | ----------------------- | --------------- |
|        | Alianza Verde Andalucía | Carmen Molina   |
|        | Podemos Andalucía       | Martina Velarde |

## Resultats electorals
A les eleccions autonòmiques de 2022, la candidatura va obtenir 5 escons, dels quals 3 eren de Podem Andalusia, 1 d'IULV-CA i 1 de Més País.
| Any  | Líder            | Vots    | %     | Escons  | +/- | Govern   |
| ---- | ---------------- | ------- | ----- | ------- | --- | -------- |
| 2022 | Inmaculada Nieto | 281.688 | 7,68% | 5 / 109 | Nou | Oposició |